# 69 (număr)
69 (șaizeci și nouă) este numărul natural care urmează după 68 și este urmat de 70.

## În matematică
- 69 este un număr compus și are divizorii: 1, 3, 23, 69. Deoarece are doar doi divizori în afară de sine însuși și 1, este un număr semiprim.[1][2]
- Este un număr norocos.[3]
- Este un număr Blum, deoarece cei doi factori ai 69 sunt ambii prime gaussiene.[4][5]
- Este un număr Størmer.[6][7]
- Este un număr centrat tetraedric.[8]
- Este suma sumelor divizorilor primelor 9 numere întregi pozitive.[9]
- Are suma alicotă egală cu 27, în secvența alicotă (69,27,13,1,0).
- În suma pătratului și cubului său, 692 (4761) + 693 (328509), se regăsește fiecare cifră de la 0 la 9.
- În baza de numerație octală, 6910 se notează 1058, în timp ce 10510 este 6916 în sistemul hexadecimal. Această proprietate se aplică tuturor numerelor de la 64 la 69.

## În știință
- Este numărul atomic al tuliului.[10]

### Astronomie
- NGC 69 este o galaxie lenticulară din constelația Andromeda.
- Messier 69 este un roi globular din constelația Săgetătorul.
- 69 Hesperia este o planetă minoră.

## În alte domenii
Șaizeci și nouă se poate referi la:
- Codul pentru departamentul francez Rhône.
- Poziția sexuală 69, care presupune sex oral reciproc.
- Făcând referire la această poziția sexuală, numărul 69 a devenit un fenomen pe internet (memă), care are ca scop a implica în mod sarcastic că orice utilizare a acestui număr, în orice context, a fost făcută în mod intenționat.[11]
- USS Dwight D. Eisenhower (CVN-69), un portavion al Forțelor Navale ale Statelor Unite.